# 普費特山
47°32′00″N 11°23′14″E / 47.53343°N 11.38710°E

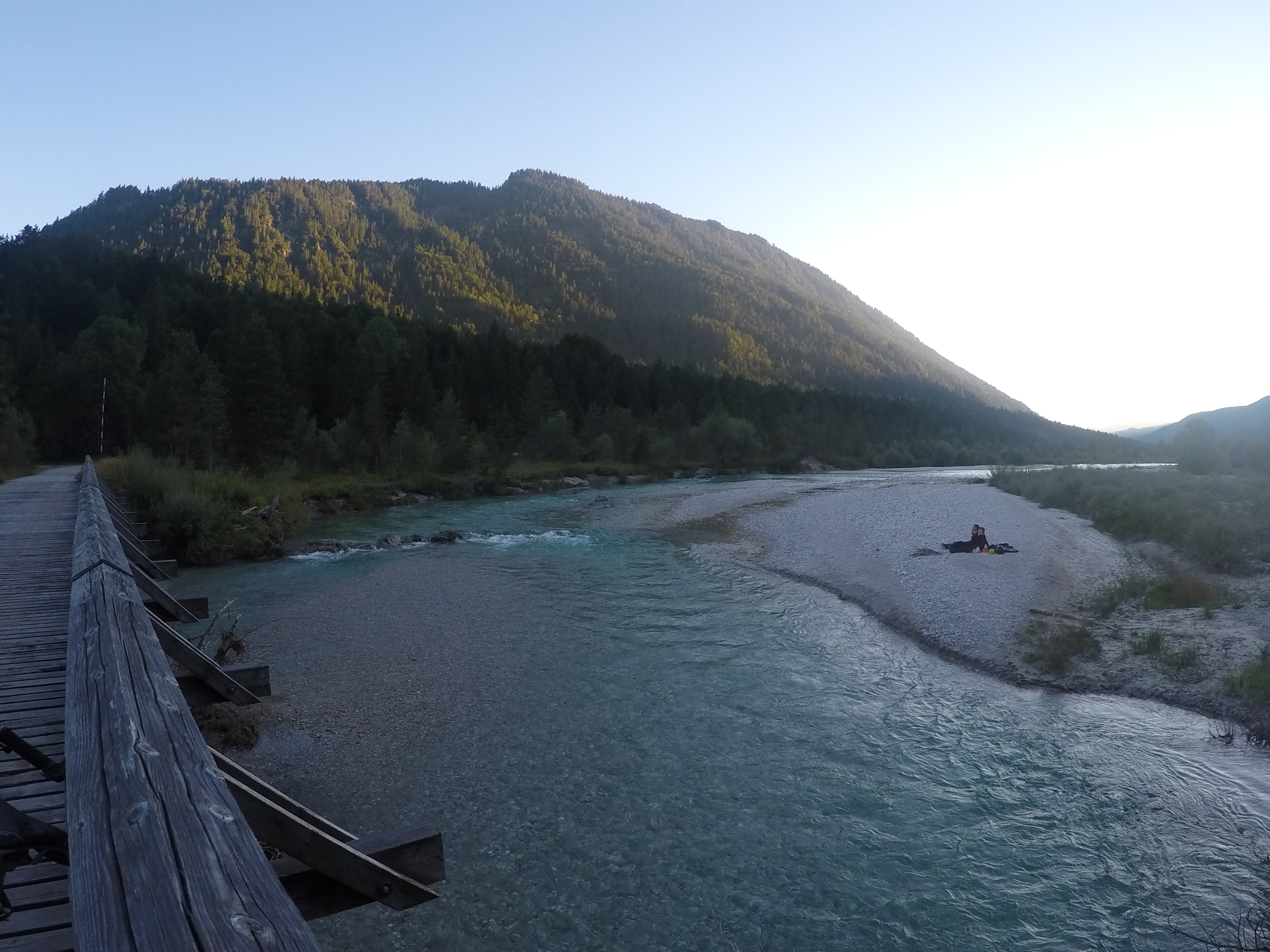

普費特山（德語：Pfetterkopf），是德國的山峰，位於該國東南部，由巴伐利亞負責管轄，屬於卡爾文德爾山脈中索伊恩山脈的一部分，海拔高度1,547米。